# کرم‌های لوله‌ای
کرم‌های لوله‌ای، نخ‌سان‌تباران، یا نماتدها (به انگلیسی: Nematode)، یکی از بزرگ‌ترین شاخه‌های جانوران است که گونه‌های آن کرم‌هایی لوله‌شکل و انعطاف‌پذیر و بدون بند و مژه یا تاژک است و پوستک غیرزنده دارند. کرم‌های لوله‌ای یکی از متنوع‌ترین شاخه‌های زیست‌شناسی هستند. تشخیص و تمایز گونه‌های کرم لوله‌ای مشکل است بیش از ۲۸۰۰۰ گونه تا به حال شرح داده شده‌است که از این تعداد ۱۶۰۰۰ گونهٔ آن انگل هستند.
کرم‌های لوله‌ای دارای پوشش کیتینی بوده و دارای یک سری واکوئل در جلدشان هستند این جانداران بدون دستگاه گردش خون و تنفس هستند. کرم‌های لوله‌ای در طول عمر خود ۴ بار پوست‌اندازی می‌کنند.
برخی از کرم‌های لوله‌ای انگل ریشه گیاهان هستند مثل نخ‌سان‌تبار ریشه چغندر قند ولی اکثر کرم‌های لوله‌ای خاک‌زی مفیدند.
این جانوران برای زندگی به لایه‌ای از آب نیاز دارند در خاک‌ها بیشترین تعداد جانوران خاک یا فون خاک مربوط به کرم‌های لوله‌ای است و در خاک‌هایی با مواد آلی بالا به فراوانی یافت شده و در هر متر مربع این خاک‌ها حدود ۳۰ میلیون کرم‌های لوله‌ای گزارش شده که بیشتر در لایه سطحی خاک و اطراف ریشه گیاهان (ریشه‌گاه) تجمع می‌نمایند.

## تغذیه کرم‌های لوله‌ای
از نظر تغذیه‌ای روش اصلی تغذیه کرم‌های لوله‌ای به‌صورت زنده‌پروردگی است و از انواع باکتری و قارچها بدون کشتن آن‌ها تغذیه می‌نماید. اهمیت کرم‌های لوله‌ای در زیست‌شناسی خاک به‌واسطه همین روش تغذیه آنهاست. کرم‌های لوله‌ای با تغذیه از میکروب‌های خاک جمعیت میکروبی خاک را دائماً تجدید کرده و به‌صورت فعال باقی می‌گذارد و همچنین عناصر غذایی موجود در بدن میکروب‌ها را آزاد می‌کند. البته انواع شکارگر در بین کرم‌های لوله‌ای شناسایی شده که از پروتوزوآ به عنوان شکار استفاده می‌کنند.
کرم‌های لوله‌ای همه‌چیز خوار از میکروب‌ها ریشه گیاهان و شیره گیاهی تغذیه می‌کنند.

## شرایط محیطی
در برخی از گونه‌های کرم‌های لوله‌ای به ویژه انگل‌های گیاهی به هنگام نامساعد شدن شرایط خاک (نظیر خشکی و کاهش منابع غذایی) یا شرایط محیطی دیگر تخم‌ها در داخل بدن مرده و متورم کرم‌های لوله‌ای محافظت شده و در مقابل خشکی و سایر تنش‌ها حفظ می‌شود. به‌عبارت دیگر پس از مرگ کرم‌های لوله‌ای، بدن آن به‌صورت کیست از تخم‌ها محافظت می‌کند.
سیست‌ها فرم‌های مقاوم برخی موجودات زنده در شرایط نامساعد محیطی هستند.
افزون بر این کرم‌های لوله‌ای می‌توانند به شکل تخم منفرد یا به شکل پشم نماتدی شرایط دشوار محیطی را دوام بیاورند.

## نحوه انتقال آلودگی
انتقال آلودگی از راه بلع تخم انگل در غذا می‌باشد. لارو انگل از تخم در روده آزاد شده و پس از مهاجرت به ریه با بلع مجدد وارد روده می‌شود. در روده طول کرمها حتی به سی سانتیمتر می‌رسد. عفونت اغلب بدون علامت است ولی ممکن است موجب تب، درد شکمی، اسهال و مشکلات گوارشی، کاهش وزن و علائم سوءتغذیه و… شود. گاه انگل بالغ و زنده در مدفوع مشاهده می‌شود.

## درمان و پیشگیری
درمان با داروهای ضد انگل مانند مبندازول، آلبندازول، پی پیرازین و پیرانتل پاموآت است. رعایت بهداشت موجب پیشگیری است. انجام آزمایش مدفوع اغلب برای تشخیص مفید است.